# Douglas F3D Skyknight
Douglas F3D Skyknight (kasneje F-10 Skyknight) je bil ameriški palubni lovec, ki so ga razvili v 1940ih. Bil je eno izmed prvih reaktivnih letal Ameriške mornarice. Uporabljali so ga tudi marinci, v uporabi je bil do leta 1970. 
Skynight ni bil tako slaven kot North American F-86 Sabre iz istega obdobja, vendar je bil kljub temu pomembno letalo Korejske vojne. Uporabljal se je tudi kot letalo za elektronsko bojevanje in je bil v tej vlogi predhodnik  EA-6A Intruderja ina EA-6B Prowlerja. F3D je tudi vplival na razvoj radarsko vodene rakete AIM-7 Sparrow.

## Specifikacije(F3D-2)
Podatki iz Standard Aircraft Characteristics F3D-2 "Skyknight",
Splošne karakteristike
- Posadka: 2
- Dolžina: 45 ft 5 in (13,84 m)
- Razpon kril: 50 ft 0 in (15,25 m)
- Višina: 16 ft 1 in (4,90 m)
- Površina kril: 400 ft² (37,16 m²)
- Teža praznega letala: 18 160 lb (8 237 kg)
- Naložena teža: 21 374 lb (9 715 kg)
- Maks. vzletna teža: 26 850 lb (12 180 kg)
- Pogon letala: 2 × Westinghouse J34-WE-38 turboreaktivni motor, 3 600 lbf (1635 kg) vsak

 Zmogljivost 
- Maks. hitrost: 495 vozlov (565 mph, 909 km/h) na višini 20 000 ft (6 ,095 m)
- Potovalna hitrost: 454 mph (395 vozlov, 731 km/h)
- Hitrost porušitve vzgona: 93 mph (81 vozlov, 149 km/h)
- Doseg: 1 200 milj/1 000 nmi, 1 931 km z notranjimo gorivom (1 374 milj/1 195 nmi, 2 212 km z 2 × 568 litrskima dodatnima rezervoarja)
- Višina leta: 38 200 ft (11 645 m)
- Hitrost vzpenjanja: 2 970 ft/min (15,1 m/s)
- Obremenitev kril: 53,4 lb/ft² (383 kg/m²)
- Razmerje potisk/teža: 0,32

Oborožitev

- Strelno orožje: 4 × 20 mm Hispano-Suiza M2 avtomatski topovi, 200 nabojev vsak
- Rakete: 2 × 11.75 in (29.8cm) Tiny Tim rakete
- Izstrelki: 4× Sparrow I rakete zrak-zrak (F3D-2M)
- Bombe: 2 × 2 000 lb (900 kg) bombi